# ورم ليفي مفرد

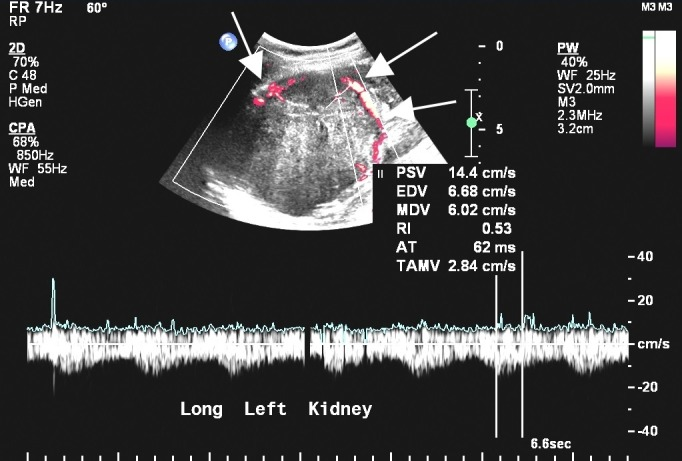
صورة الموجات فوق الصوتية يظهر فيها الورم.

الورم الليفي المفرد، يُعرف أيضًأ باسم الورم الليفي في غشاء الجنب، هو ورم نادر يصيب الأنسجة المصلية ويظهر غالبًا في غشاء الجنب، وقد يصيب أي مكان في الجسم فيه أنسجة رخوة بما في ذلك الحويصلات المنوية عند الذكور. أظهرت الإحصاءات أن 78% - 88% من الأورام الليفية المفردة حميدة، و12% - 22% منها خبيثة.

## العلامات والأعراض
تنشأ 80% من الأورام الليفية المفردة في الجنبة الحشوية و20% تنشأ من الجنبة الجدارية، وعلى الرغم من أنها غالبًا ما تكون أورامًا كبيرة جدًا (يصل قطرها أحيانًا إلى 40 سم) إلا أن أكثر من نصفها تكون غير عرضية عند التشخيص. اقترح بعض الباحثين تصنيف الأورام المفردة التي تشغل أكثر من 40% من نصف الصدر المصاب كأورام ليفية مفردة عملاقة، لكن المنظمات والهيئات المختصة لم تعتمد هذا التصنيف.
ترتبط العديد من أعراض الأورام الليفية العملاقة بالمتلازمات الورمية التي تحدث نتيجة إنتاج الخلايا الورمية لمواد معينة مثل السيتوكينات وبعض السموم.

## الفيزيولوجيا المرضية
أظهرت الدراسات ارتباطًا بين الأورام الليفية المفردة والاندماجات الجسدية المتكررة في الجين NGFI-A الموجود في المنطقة الكروموسومية 12q13.

## العلاج
العلاج المفضل للأورام الليفية المفردة السليمة والخبيثة على حدٍّ سواء هو الاستئصال الجراحي الكامل للورم.

## الإنذار
إنذار الأورام الليفية المفردة السليمة ممتاز، فحوالي 8% من هذه الأورام فقط سوف يعود للظهور بعد الاستئصال الجراحي الأولي، وعادة ما يحدث الشفاء بعد إعادة الاستئصال الجراحي.
أما إنذار الأورام الليفية المفردة الخبيثة فهو أسوأ بالتأكيد. ينكس الورم عند 63% من المرضى بعد الاستئصال الجراحي الأولي، ويقضي الورم على نصف هؤلاء خلال عامين، ويبدو أن استخدام العلاج الكيميائي والعلاج الشعاعي في الأورام الليفية المفردة محل جدل ولا توجد أدلة كافية تدعمه.

## التاريخ
ذُكر الورم الليفي المفرد لأول مرة في الأدب الطبي من قبل فاغنر، وأول من ناقش خصائصه السريرية والمرضية كليمبيرير ورابين. عُرف الورم الليفي المفرد سابقاً باسم هيمانجيوبريستوما، لكن هذا المصطلح شُطب من تصنيفات منظمة الصحة العالمية للأورام.
عُرف الورم الليفي المفرد بأسماء مختلفة على مر السنين منها: الورم الليفي المُوضع، وورم الظهارة المتوسطة الحميد، وورم الظهارة المتوسطة الموضع، والورم الليفي تحت الظهاري، والورم الليفي الجنبي. لا يُنصح باستخدام الأسماء التي تتضمن ورم الظهارة المتوسطة لوصف هذا الورم بسبب الخلط المحتمل مع ورم الظهارة المتوسطة الخبيث المنتشر، وهو ورم شديد الخطورة.